# Elischa
Elischa oder Elisa (auch Elisha; hebräisch אֱלִישָׁע ʾĔlîšāʿ „Gott hilft“; griechisch Ἐλισαῖος Elisaîos, lateinisch Elisäus) war ein jüdischer Prophet im Nordreich Israel. Die Geschichten über ihn sind in der Bibel im 2. Buch der Könige enthalten, verstreut zwischen 2 Kön 2  und 2 Kön 14 . Somit wirkte Elischa während der Regierungszeit von drei Königen: Joram, Jehu und seinem Sohn Joahas. Er wird auch im Koran in Sure 6 erwähnt, und gilt im Islam als der Prophet al-Yasa oder Aljasa (arabisch الْيَسَع, DMG al-Yasaʿ geschrieben).
Der Name Elischa wird sonst nur noch im Rahmen der Völkertafel in Gen 10,4  (par 1 Chr 1,7) als erster von drei Söhnen Jawans und in Ez 27,7  („Küsten Elischas“) genannt.

## Elijas Erbe

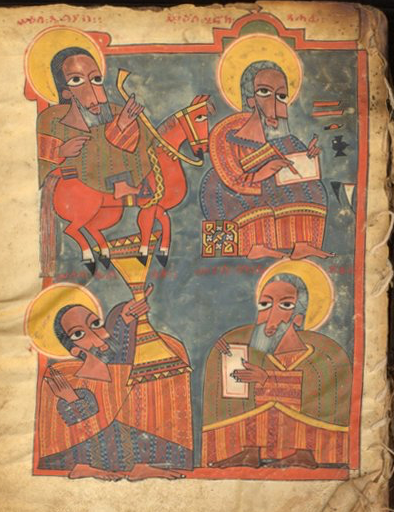
Darstellung Elischas (links unten) in der altäthiopischen Henoch-Handschrift Gunda Gunde 151. Elischa empfängt von Elija (auf dem Pferd reitend, in Anspielung an 2 Kön 2,12) den Mantel. Rechts daneben sind Henoch (oben) und Esra (unten) dargestellt.

Elischa gilt in der biblischen Geschichtsschreibung des Deuteronomistischen Geschichtswerks als der legitime Nachfolger des Propheten Elija, der die königliche Dynastie der Omriden kritisch begleitete.
In der biblischen Erzählung wurde Elischa von Elija nach dem Gottesurteil auf dem Berg Karmel vom Feld geholt und zu seinem Diener und Nachfolger bestimmt (1 Kön 19,19–21 ). Sein eigenes Wirken beginnt jedoch erst mit der wunderbaren Entrückung Elijas in den Himmel, deren Zeuge er wurde (2 Kön 2,1-18 ). Die Erzählung betont, dass Gottes Geist von Elija auf Elischa überging, so dass er zu Wundertaten ähnlich denen des Moses (Teilung des Flusses) fähig wurde. Die Anrede „Mein Vater, mein Vater, Wagen Israels und seine Reiter“, mit der Elischa in 2 Kön 2,12  Elija anspricht, gebraucht später  Joasch von Israel gegenüber Elischa (2 Kön 13,14 ). Doch während Elija ein einsamer Einzelkämpfer gegen den Baalskult und Synkretismus war, der damals in Israel verbreitet war, erscheint Elischa bereits als Haupt von Prophetenschulen, die offenbar an einigen JHWH-Heiligtümern wie Bethel, Gilgal und Jericho existierten.
In diesen Kreisen, vermutet die Bibelforschung, sind die Elija- und Elischageschichten gesammelt, zusammengestellt und theologisch gedeutet worden. Obwohl sie keine eigenen Prophetenbücher schrieben, gaben sie den späteren Schriftpropheten Amos, Hosea, Micha und Jesaja bereits wesentliche Elemente ihrer Prophetie vor.

## Der Wundertäter
Ein Hauptstrang der volkstümlichen Elischa-Überlieferung erzählt von Wundern, die die hebräische Bibel sonst von keinem anderen Propheten kennt. Diese waren wohl nicht an eine bestimmte historische Situation gebunden und zeigen legendarischen Charakter, da in ihnen „der König“, „die Stadt“, „ein Mann“ oder „eine Frau“ meist ohne Namensnennung erscheinen. Zudem heißt Elischa hier oft nur „Mann Gottes“, so dass ein Teil dieser Geschichten ihm eventuell später zugeschrieben wurden. Dazu zählen:

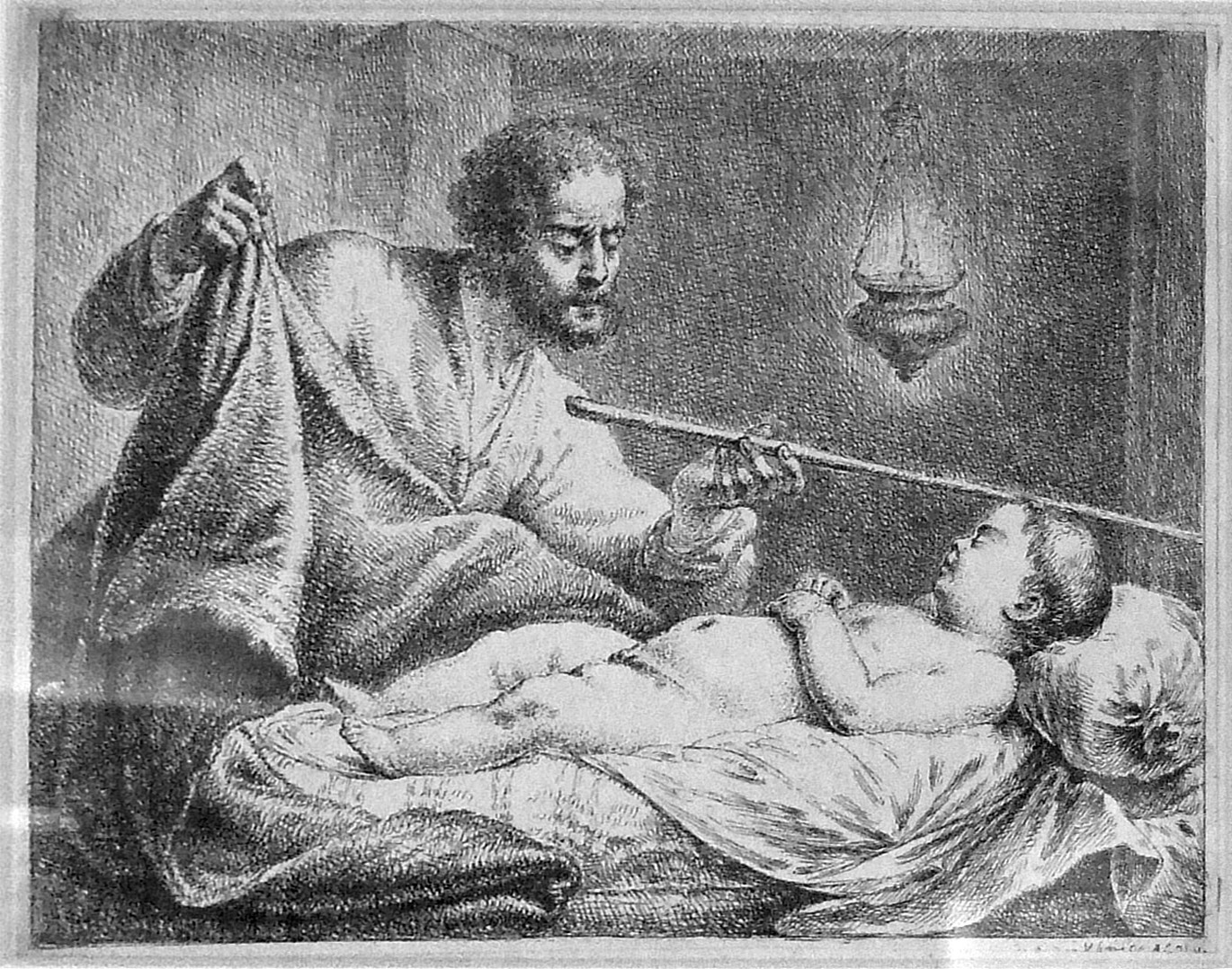
Gehasi will mit dem Stock des Elischa den toten Sohn einer Sunamiterin erwecken

- das Spalten des Jordans durch Elijas Mantel (2 Kön 2,14 EU)
- die Heilung einer Quelle von ungesundem Wasser (2 Kön 2,19–22 EU)
- die Verfluchung von jungen Burschen, die Elischa wegen seiner Glatze verspotteten und anschließend von zwei Bären getötet wurden (2 Kön 2,23–24 EU)
- die Rettung einer mittellosen Witwe durch wunderbare Öl-Vermehrung (2 Kön 4,1–7 EU)
- das ungenießbare Mahl wird bekömmlich (Der Tod im Topf) (2 Kön 4,38–41 EU)
- die wunderbare Brotvermehrung (2 Kön 4,42–44 EU) während einer Hungersnot
- die Heilung des aussätzigen syrischen Generals Naaman (2 Kön 5 EU)
- das Schwimmenlassen eines im Jordan verlorenen Eisenbeils (2 Kön 6,1–7 EU)

Die Erweckung des toten Sohnes einer Sunamiterin (2 Kön 4,8–37 ) gehört nur bedingt in diese Reihe, da sie später nochmals aufgegriffen wird, um den König Israels zur Rückgabe von den Armen geraubten Landbesitzes zu veranlassen (2 Kön 8,1–6 ): Hier verbinden sich volkstümliche und sozialkritische Prophetentradition vor einem erkennbar historischen Hintergrund.

## Der Anstifter der Jehu-Revolution
Das Ansehen der Prophetenopposition im Nordreich begünstigte eine innenpolitische Entwicklung, die die jahrzehntelange Dynastie der Omriden durch einen blutigen Putsch beendete. Dabei nutzte Elischa die Schwäche Jorams, des rechtmäßigen Königs Israels, aus. Dieser hatte sich in einer Schlacht gegen den Aramäer Hasael verletzt und verließ das versammelte Heer, um zu genesen. Da ließ Elischa Jorams Heerführer Jehu in Gilead nach der Tradition Samuels heimlich mit kostbarem Öl zum neuen König salben. So konnte dieser das Heer auf seine Seite ziehen und rückte aus, um Joram zu stürzen. Er brachte ihn als Vergeltung für den Landraub, den Jorams Vater Ahab an freien erbberechtigten Bauern Israels begangen hatte (2 Kön 9,1–27; vgl. 1 Kön 21: Naboths Weinberg), um und ließ auch die Königinmutter Isebel, sämtliche Verwandte der Omri-Dynastie und die Baalspriester umbringen (2 Kön 9,30 – 10,28).
Damit endete im Nordreich die Duldung des Baalkultes zu Gunsten der JHWH-Verehrung.

## Gedenktag
- evangelisch: 14. Juni im Kalender der Evangelisch-Lutherischen Kirche in Amerika
- römisch-katholisch: 14. Juni (als Heiliger)
- orthodox: 14. Juni
- armenisch: 17. Juni
- koptisch: 14. Juni